# Souvenir

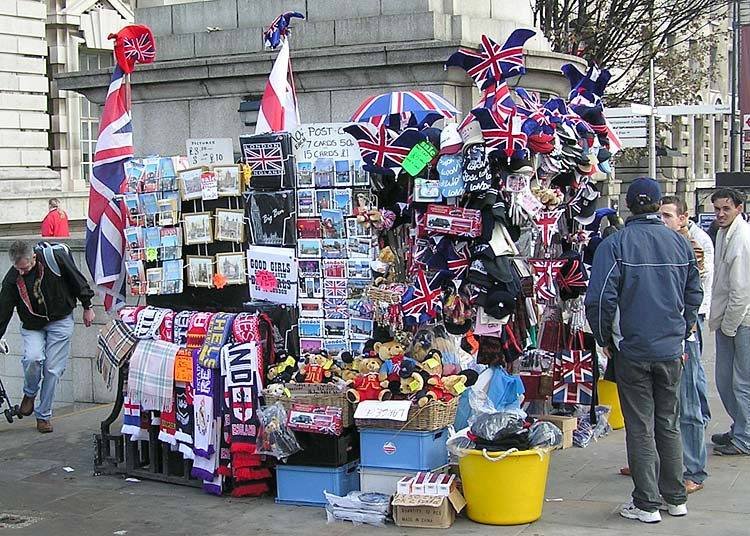
Ett souvenirstånd i London.

En souvenir är ett föremål som används som minne från en plats man har besökt. Det kan vara nyckelringar, askfat, anteckningsböcker, husgeråd som muggar, skålar eller skedar, kläder som t-shirtar eller hattar. Ibland har souvenirer ett tryck med platsens namn. Ordet kommer från franskan och betyder minnas.
Souvenirer är ofta kommersiellt tillverkade i syfte att säljas till turister i en turistfälla. Souvenirer kan också vara bruksföremål som stjäls från turistmålet. Ett exempel är vägmärken och andra skyltar, se skyltstöld. En typisk souvenir från Sverige är dalahästen.